# Oriamendi

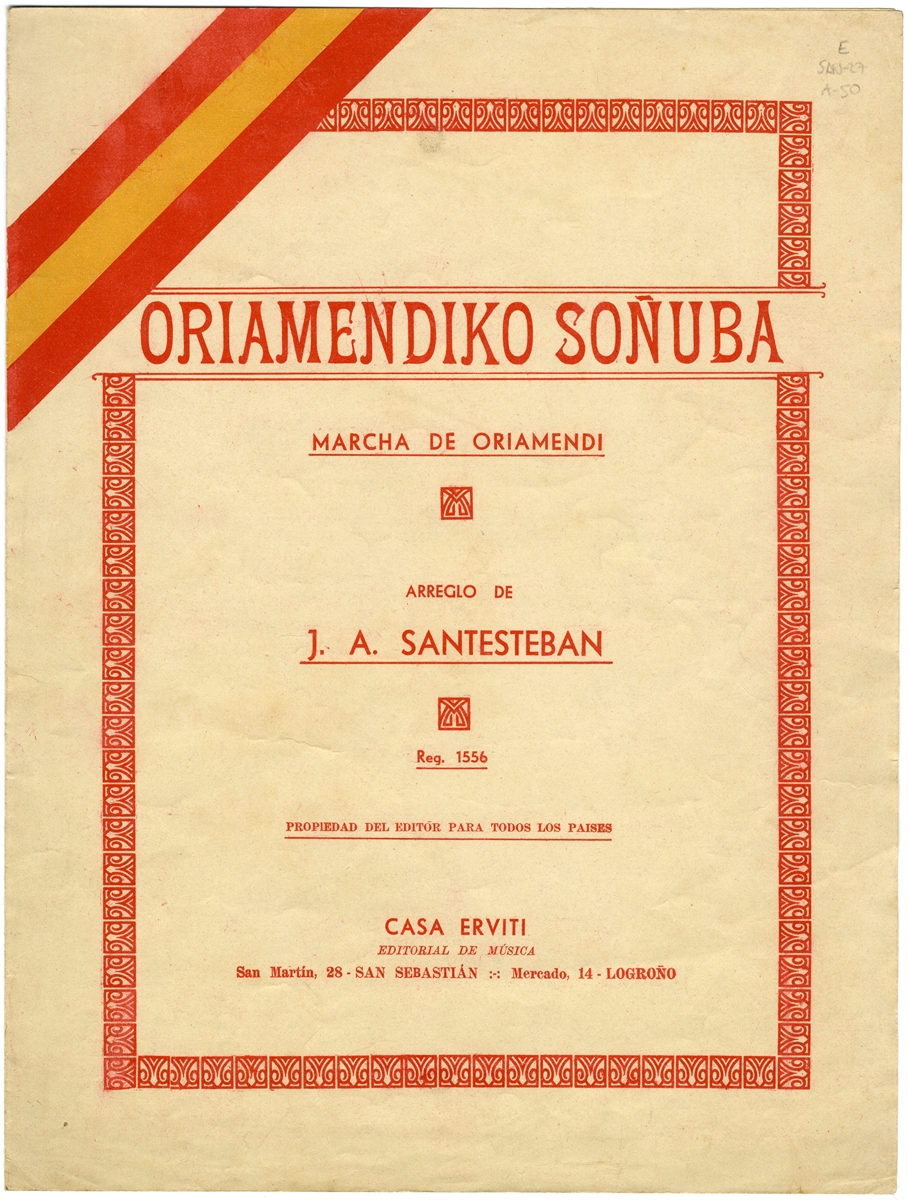
Utgåva av Oriamendiko Soñuba eller Marcha de Oriamendi från slutet på 1800-talet.

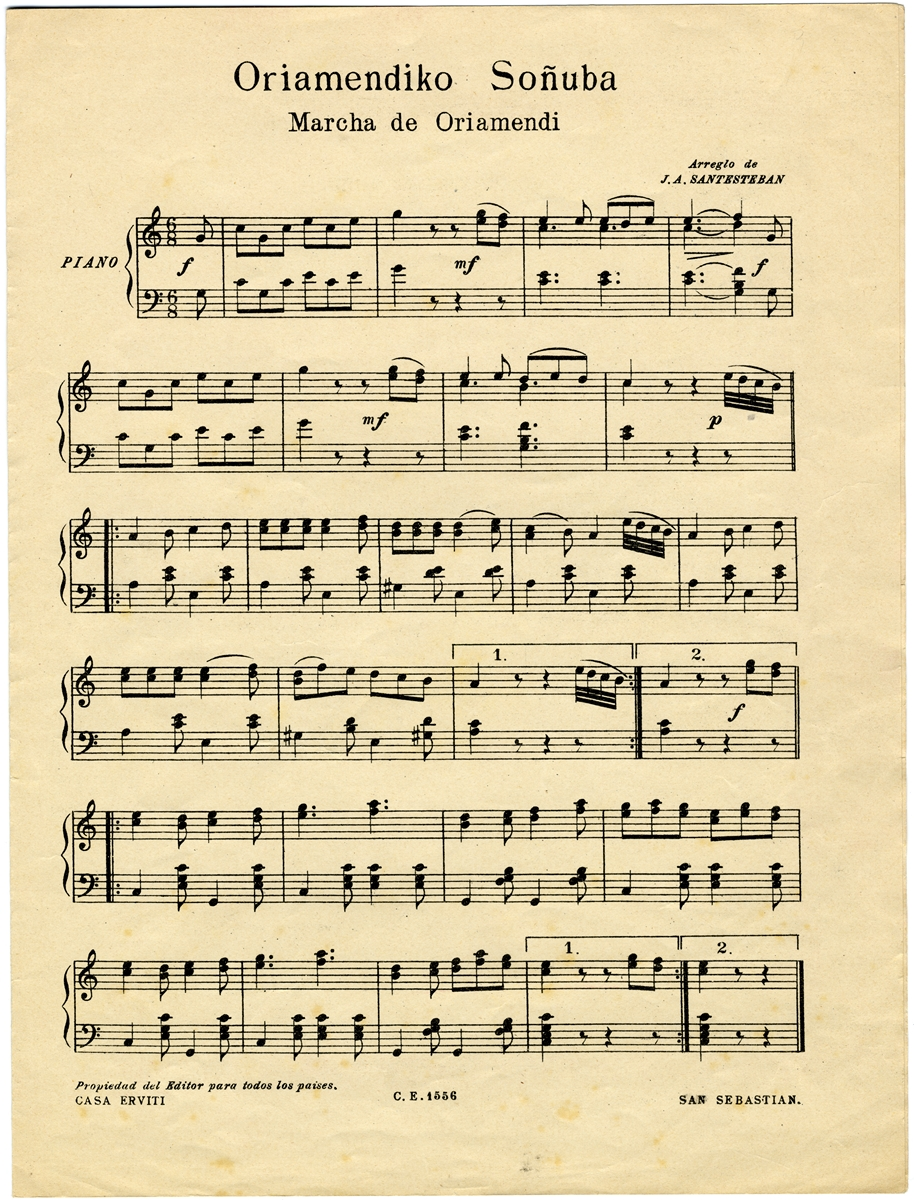
Partitur från ca år 1900.

Oriamendi, Marcha de Oriamendi, är carlismens kampsång och har fått sitt namn efter carlisternas första segerrika slag den 16 mars 1837. Slaget uppkallades efter berget Oriamendi som ligger mellan San Sebastián och Hernani. Enligt traditionen fann de segerrika carlisterna i fiendens läger partituren till en engelsk militärmarsch till vilken nya ord sattes. Marschens äldsta text är på baskiska (gipuzkoa-dialekt), medan den moderna spanska versionen är skrevs av Ignazio Balleztena i början på 1900-talet:
| Por Dios, por la patria y el Rey Lucharon nuestros padres. Por Dios, por la patria y el Rey Lucharemos nosotros también. Lucharemos todos juntos Todos juntos en unión Defendiendo la bandera De la Santa Tradición. (bis) Cueste lo que cueste Se ha de conseguir Venga el rey de España A la corte de Madrid. (bis) Por Dios, por la patria y el Rey Lucharon nuestros padres. Por Dios, por la patria y el Rey Lucharemos nosotros también. | För Gud, Konungen och Fosterlandet Har våra fäder stridit. För Gud, Konungen och Fosterlandet Strider även vi. Vi strider alla tillsammans, Alla förenade och i enighet Försvarar vi flaggan Den heliga traditionens baner. (upprepa) Kosta vad det kosta vill Vi måste uppnå det En konung av Spanien måste komma Till hovet i Madrid (upprepa) För Gud, Konungen och Fosterlandet Har våra fäder stridit. För Gud, Konungen och Fosterlandet Strider även vi. |

I en tidigare version lydde första versen:
| Por Dios, por la patria y el Rey Carlistas con banderas. Por Dios, por la patria y el Rey Carlistas aurrerá. | För Gud, Konungen och Fosterlandet carlister med fanor. För Gud, Konungen och Fosterlandet Carlister, framåt! |

I den texten användes det baskiska lånordet aurrerá ('framåt') som kan användas lokalt på spanska i Baskien men inte nödvändigtvis förstås i resten av Spanien.
Under spanska inbördeskriget var raderna Venga el Rey de España A la corte de Madrid ersatta av Que los boinas rojas Entren en Madrid (De röda baskrarna skall erövra Madrid). Med de "röda baskrarna" avsågs den carlistiska milisen, requetés. Under detta krig upphöjdes Marcha de Oriamendi till en av Spaniens nationalsånger, tillsammans med Falangistpartiets Cara al Sol och monarkins Marcha Real.
Den äldsta bevarade baskiska texten lyder:
| Gora Jainko maite maitea zagun denon jabe. Gora España ta Euskalerria ta bidezko errege. Maite degu Euskalerria, maite bere Fuero zarrak, asmo ontara jarriz daude beti Karlista indarrak. Gora Jainko illezkor! Gora euskalduna, audo ondo Españia-ko errege bera duna! | Framåt den mest älskade Guden Låt oss alla ha honom som Herre. Framåt Spanien och Baskien och den rättmätige kungen. Vi älskar Baskien, vi älskar dess gamla foralrätt, för dessa idéer kämpar alltid de carlistiska styrkorna. Framåt den odödlige Guden! Framåt, bask, som är Spaniens kungs bästa stöd! |